# 提拉特卡爾邁勒

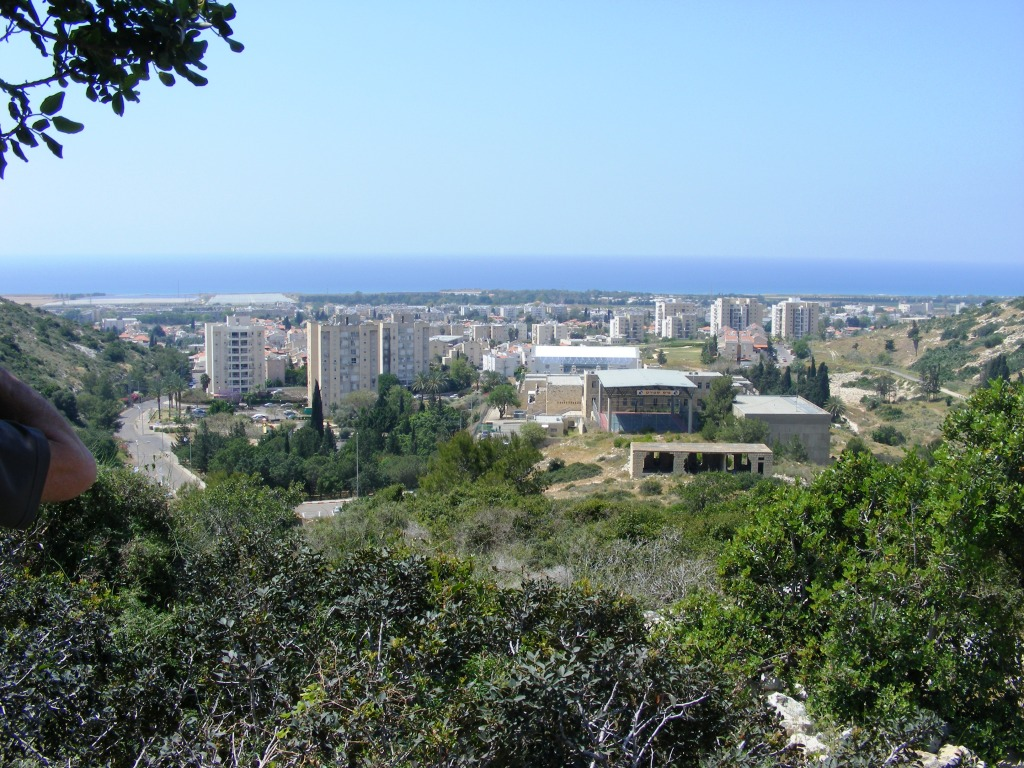

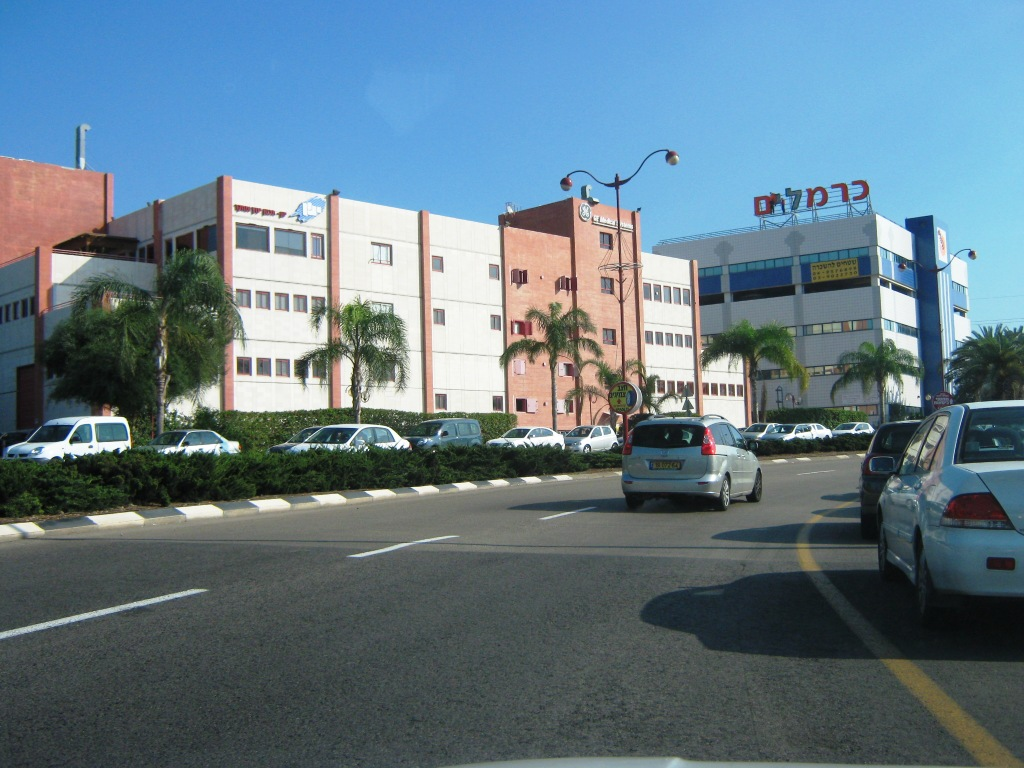

提拉特卡爾邁勒（希伯來語：‎）是以色列的城市，位於該國北部，距離首府海法12公里，由海法區負責管轄，始建於1949年，面積5.60平方公里，海拔高度60米，2007年人口18,700。

## 外部連結
- Tirat Carmel Municipality （页面存档备份，存于） （希伯来文）
- Gene Simmons （页面存档备份，存于）